# Колымский округ (Хабаровский край)
Колымский округ (Охотско-Колымский округ) — административно-территориальная единица в составе Хабаровского края, существовавшая в 1939 году.
Колымский округ с центром в городе Магадан был образован 14 июля 1939 года из северных районов Хабаровского края, подчинявшихся непосредственно Крайисполкому. Включал 3 района:
- Ольский. Центр — село Ола
- Северо-Эвенский. Центр — село Начкан
- Средне-Канский. Центр — село Сеймчан

31 августа 1939 года округ был упразднён, а его районы вновь отошли в непосредственное подчинение Хабаровскому Крайисполкому.